# Georg C. Klaren
Georg C. Klaren (* 10. September 1900 in Wien; † 18. November 1962 in Sawbridgeworth, England; eigentlich Georg Eugen Moritz Alexander Klarič) war ein österreichischer Filmregisseur und Drehbuchautor.

## Leben
Klarens Vater fiel als Offizier im Ersten Weltkrieg, seine Mutter lebte danach von der Zimmervermietung. Bereits ab 1915 schrieb Klaren für Zeitschriften und nahm heimlich Schauspielunterricht. Den Militärdienst als Einjährig-Freiwilliger schloss er 1918 im Rang eines Unteroffiziers ab.
Er studierte Philosophie und Kunstgeschichte an der Universität Wien. Klaren arbeitete gleichzeitig als Journalist und Schriftsteller, schrieb Novellen, Essays und Libretti. Laut einem 1946 verfassten Lebenslauf trat er 1921 in die Kommunistische Partei Österreichs ein, der er bis zu ihrer Auflösung 1934 angehörte.
1922 kam er als Dramaturg zur Vita-Film in Wien. 1923 erschien seine Dissertationsschrift, eine wissenschaftliche Biografie über den österreichischen Philosophen Otto Weininger. Ab 1925 war er hauptsächlich in Berlin tätig und schrieb Filmszenarien, häufig gemeinsam mit Herbert Juttke. 1926 wurde die Oper Der Zwerg uraufgeführt, zu der er das Libretto beigesteuert hatte.
Seit 1925 lebte er in Berlin. Klaren war unter anderem Koautor von Richard Oswalds Feme (1927), und Wilhelm Dieterles Geschlecht in Fesseln (1928). 1931 schrieb er an der deutschen Version Mary von Alfred Hitchcocks Mord – Sir John greift ein! mit. Im selben Jahr hatte Klaren sein Regiedebüt mit dem Film Kinder vor Gericht.
Klaren war Mitbegründer der Dachorganisation der Filmschaffenden Deutschlands und zeitweise stellvertretender Vorsitzender der Sparte Autoren. Wiederholt publizierte er in der Fachpresse zu Filmfragen. Als Drehbuchautor adaptierte er zahlreiche Literaturwerke und richtete sein Augenmerk auf aktuelle soziale und politische Probleme. Seine Regiearbeiten Kinder vor Gericht und Ballhaus Goldener Engel betonen das soziale Milieu.
Nach 1933 konnte er keine Filme mehr inszenieren, er war aber sowohl in Deutschland als auch in Österreich als Drehbuchautor beschäftigt. 1937 veröffentlichte er eine Broschüre mit dem Titel Der deutsche Film und der Autor über die Position des Drehbuchautors innerhalb der Filmschaffenden. Im abschließenden Kapitel Der Autor und der Staat feierte er die Vorzüge des nationalsozialistischen Staates. Bis 1945 arbeitete er ausschließlich als Drehbuchautor und bearbeitete vorwiegend literarische und musikalische Stoffe. Für den Film Achtung! Feind hört mit! lieferte er die Idee. Im Sommer 1944 arbeitete er als Filmberichter für Die Deutsche Wochenschau.
Bereits im Winter 1945/46 engagierte er sich für den Aufbau eines neuen Filmstudios in Berlin. Während der ersten programmatischen Zusammenkunft deutscher Filmschaffender nach dem Krieg im Hotel Adlon am 22. November 1945 betonte er die Eigenständigkeit des deutschen Films. 1946 bis 1947 war er Chefdramaturg der DEFA und hatte internationalen Erfolg als Regisseur und Autor mit der Verfilmung Wozzeck (1947) nach dem Fragment von Georg Büchner.
Bereits dieser Film wurde wegen seines expressionistischen Stils von der Verleihfirma Sovexport als bürgerlich, dekadent und reaktionär kritisiert. Mit Karriere in Paris wurde Klaren in den damaligen Formalismusstreit hineingezogen. In den 1950er Jahren lebte und arbeitete er wieder in Wien und konnte in den sowjetisch lizenzierten Rosenhügel-Filmstudios den Opernfilm  Die Regimentstochter realisieren. Da er gleichzeitig für den West-Berliner Produzenten Artur Brauner arbeitete, wurde er zusammen mit anderen Filmschaffenden 1954 in einem Artikel der B.Z. unter dem Titel Seiltänzer zwischen Ost und West kritisiert.
Seine letzten, 1958/59 unter anderem bei einem Aufenthalt in London erarbeiteten Romanadaptionen Die Kumiaks und Die Heimkehr der Kumiaks nach Werken von Hans Marchwitza blieben unverfilmt. Klaren, der seit 1922 mit Adele Schönauer verheiratet und Vater einer Tochter war, starb schwer krank und fast erblindet am 18. November 1962 in Sawbridgeworth bei London.

## Filmografie
| - 1926: Nanette macht alles (Drehbuch) - 1926: Die Kleine und der Kavalier (Drehbuch) - 1926: Das graue Haus (Drehbuch) - 1926: Die Warenhausprinzession (Drehbuch) - 1926: Gern hab’ ich die Frau’n geküßt (Drehbuch) - 1927: Liebelei (Drehbuch) - 1927: Feme (Drehbuch) - 1927: Gehetzte Frauen (Drehbuch) - 1927: Kleinstadtsünder (Drehbuch) - 1927: Der große Unbekannte (Drehbuch) - 1927: Mein Leben für das Deine (Drehbuch) - 1927: Dr. Bessels Verwandlung (Drehbuch) - 1928: Freiwild (Drehbuch) - 1928: Die Dame und ihr Chauffeur (Drehbuch) - 1928: Casanovas Erbe (Drehbuch) - 1928: In Werder blühen die Bäume... (Drehbuch) - 1928: Geschlecht in Fesseln (Drehbuch) - 1928: Eine Nacht in London (Drehbuch) - 1928: Der Herr vom Finanzamt (Drehbuch) - 1928: Somnambul (Drehbuch) - 1929: Das Recht der Ungeborenen (Drehbuch) - 1929: Cagliostro (Drehbuch) - 1929: Peter, der Matrose (Drehbuch) - 1929: Meineid (Drehbuch) - 1929: Hingabe (Drehbuch) - 1929: Sensation im Wintergarten (Drehbuch) - 1929: Kolonne X (Drehbuch) - 1929: Der Hund von Baskerville (Drehbuch) - 1929: StGB. § 173 Strafbare Ehen (Drehbuch) - 1929: Ehe in Not (Drehbuch) - 1929: Gehetzte Mädchen (Drehbuch) - 1930: Zärtlichkeit (Drehbuch) - 1930: O alte Burschenherrlichkeit (Drehbuch) - 1930: Tänzerinnen für Süd-Amerika gesucht (Drehbuch) - 1930: Mary (deutsche Dialoge) - 1930: Mitternachtsliebe (Manuskript) - 1931: Das Schicksal einer schönen Frau (Madame Blaubart / Drehbuch) - 1931: Kinder vor Gericht (Regie, Drehbuch) - 1931: Elisabeth von Österreich (Drehbuch) - 1931: Gloria (Drehbuch) - 1931: Chauffeur Antoinette (Drehbuch) | - 1931: Drei von der Stempelstelle (Manuskript) - 1932: Ballhaus Goldener Engel (Regie, Manuskript) - 1933: Moral und Liebe (Drehbuch) - 1933: Eine Frau wie Du (Drehbuch) - 1933: Manolescu, der Fürst der Diebe (Drehbuch) - 1933: Die kleine Schwindlerin (Drehbuch) - 1933: Spione am Werk (Drehbuch, literarische Vorlage) - 1933: Johannisnacht (Drehbuch, Liedtexte) - 1933: Höllentempo (Drehbuch) - 1933: Es gibt nur eine Liebe (Drehbuch) - 1934: Anette im Paradies (Drehbuch) - 1934: Frasquita (Drehbuch) - 1934: Jede Frau hat ein Geheimnis (Drehbuch) - 1934: Besuch am Abend (Drehbuch) - 1935: Der Kosak und die Nachtigall (Drehbuch) - 1935: Stützen der Gesellschaft (Drehbuch) - 1936: Die Liebe des Maharadscha (Drehbuch) - 1936: Schatten der Vergangenheit (Manuskript) - 1936: Ave Maria (Drehbuch) - 1937: Die Kronzeugin (Drehbuch) - 1937: Heimweh (Drehbuch) - 1937: Der Biberpelz (Drehbuch) - 1937: Mit versiegelter Order (Drehbuch) - 1938: Mordsache Holm (Drehbuch) - 1939: Der Schritt vom Wege (Drehbuch) - 1940: Achtung! Feind hört mit! (Idee) - 1940: Traummusik (Drehbuch) - 1941: Mutter (Drehbuch) - 1941: Clarissa (Drehbuch) - 1941: Tragödie einer Liebe (Drehbuch) - 1942: Dr. Crippen an Bord (Drehbuch) - 1943: Reise ohne Hoffnung (Remake, Originaldrehbuch) - 1945: Das alte Lied (Entwurf) - 1947: Wozzeck (Regie, Drehbuch) - 1950: Semmelweis – Retter der Mütter (Regie) - 1950: Ruf aus dem Äther (Regie) - 1951: Die Sonnenbrucks (Regie, Drehbuch) - 1952: Karriere in Paris (Regie) - 1953: Die Regimentstochter (Regie, Drehbuch) - 1955: Rosenmontag (Drehbuch) |

## Libretto
- Der Zwerg. Tragisches Märchen für Musik (Oper). Musik (1919–21): Alexander von Zemlinsky. UA 1922